# 服部三男雄
服部 三男雄（はっとり みなお、1944年11月10日 - ）は、日本の政治家、弁護士、元検事。自由民主党所属の元参議院議員（2期）。東京都立九段高等学校、東京大学法学部卒業。
父は郵政大臣を務めた服部安司。

## 来歴
政治家の三男として生まれたが、父への反発から検察官の道を選んだ。検察官を志したきっかけは、司法修習生時代に検事の取調室を覗き、「悪いやつは許さない」という姿勢に憧れたことだった。1972年（昭和47年）4月12日付で司法修習生の修習を終え、同年4月12日付で東京地方検察庁検事に任命された。
その後、青森地検・浦和地検・長野地検などに赴任。連合赤軍事件の公判も担当し、12年間で自ら50件以上の逮捕状を請求した。長野地検時代には主任検事として、富山・長野連続女性誘拐殺人事件（1980年）の取り調べを担当したが、佐木隆三は同事件を扱った著書で、当時長野地検の検事だった服部が、後に無罪が確定した男性被疑者に対し「チンピラ」「人殺し野郎」などの恫喝・暴言を伴う高圧的な取り調べをしていた旨を述べている。服部は後年、『朝日新聞』の取材に対し、この男性に対しては「いかに職務上のこととはいえ、ああいう結果になっておわびしたい」と述べている。
1984年（昭和59年）3月26日付で東京地検検事を辞任し、「刑事事件以外の法律の分野も扱いたくなった」という理由から、弁護士に転身。同年5月8日付で、第一東京弁護士会に登録した。奈良弁護士会刑法少年法改正問題委員会委員を務めた。
1989年（平成元年）、保守系無所属新人候補の政策集団自由連合の旗揚げに参加。1990年（平成2年）の第39回衆議院議員総選挙に保守系無所属で出馬するが落選。
1992年（平成4年）、父親の参議院議員の服部安司が同年の第16回参議院議員通常選挙・奈良県選挙区（改選数1）への不出馬を決断。これを受けて自民党県連に公認申請を提出した。同年5月19日、奈良県出身のテレビキャスターの高市早苗も公認申請を提出。同年6月9日、党県連（会長：奥野誠亮）は奈良県選挙区の公認候補を決めるため、奈良市内のホテルで拡大役員総会を開いた。候補に名乗りを挙げているのは服部と高市の二人。有権者313人のうち出席した215人が投票し、投票は異例の無記名で行われた。前日までの不在者投票と合わせて開票した結果、服部が162票、高市が137票、無効が1票で服部に決まった。同月10日、県連は党本部に服部の公認を申請した。同月29日、高市は無所属で立候補すると表明し、保守分裂選挙が確定した。7月26日に行われた同選挙では「国会議員としての父は尊敬するが、二世といわれるのは心外」と父の応援を断り続け、212,537票を獲得し、高市に完勝して初当選した。
1998年（平成10年）の第18回参議院議員通常選挙で再選。
2004年（平成16年）の第20回参議院議員通常選挙では、民主党新人の前川清成に敗れ、落選した。
農林水産政務次官（第2次橋本内閣）や参議院外交防衛委員長を務めた。また、1999年（平成11年）には自民党法務部会長として通信傍受法の成立に関わり、参議院憲法調査会委員も務めた。日本国憲法第9条の改正に関しては、自衛隊があることを条文に明記することの必要性を述べている。

## 人物
地元紙の『奈良新聞』に、「服部議員は国会をしばしば欠席している」「外交防衛委員長としての当然の発言以外、国会で発言していない」などと報じられた。また『奈良新聞』では県に関係のある議員の行動を議員からの情報提供に基づいて定期的に掲載しているが、服部は県関係の議員で唯一情報を提供しておらず、この問題が報じられた後、初めて情報が提供され、服部の行動が掲載された。
東京地検の検事時代は、被疑者に対する取り調べは軽い罪の場合ほど厳しくしていたが、服部本人はその理由を「〔被疑者〕本人がたいしたことをしていないと思っているから。逆に、重い罪を犯した場合は、柔らかく接するのが原則」と述べている。子供のころから山や動物に親しみ、学生時代には人類学者を志していた。趣味はバードウォッチングや山の景色を眺めることで、霊長類の専門書も多数収集している。